# 基督徒公会
基督徒公会（Christians' Mission，CM）是一个英国女传教士的传教会，属五旬节派，在宁波工作。
1893年，华以利沙伯、华路依、丁爱大等三位英国女传教士来到中国宁波，自立教会，设邱隘镇圣教堂。1898年，华以利沙伯在宁波江东张斌桥上茅巷建造的宁波圣教堂举行盛大的开堂典礼，基督徒公会也正式成立，华以利沙伯自任会督。
1907年，宁波总堂及支堂有西教士11人，华牧1人，开办男女学堂。在宁波一堂仅余西教士郭全诚（G.E.Metcalfe）和林小邻（M.J.Shewring）二人。
1919年，基督徒公会有西教士7人，受餐信徒800人。